# 尹湾汉墓简牍
尹灣漢墓簡牘是指1993年出土於江苏省连云港市东海县温泉镇尹湾村西南约2000米的高岭六個漢墓（尹湾汉墓）中的六號漢墓的23枚木牘和133枚竹簡。其中出土竹简有《神乌傅》、《元延二年日记》、《刑德行时》、《行道吉凶》，出土木牍有《集簿》、《东海郡吏员簿》、《东海郡下辖长吏名籍》、《东海郡下辖长吏不在署未到官者名籍》、《东海郡属吏设置簿》、《永始四年武库兵车器集簿》、《赠钱名籍》、《礼钱簿》、《神龟占·六甲占雨》、《博局占》、《元延元年历谱》、《元延三年历谱》、《君兄衣物疏》、《君兄缯方缇中物疏·君兄节笥小物疏》。

## 外部連結
- 黃一農：〈從尹灣漢墓簡牘看中國社會的擇日傳統〉。